# Helene Berner
Helene Berner, eigentlich Helene Welker (* 13. Dezember 1904 in Berlin; † 22. Dezember 1992 ebenda) war eine deutsche Widerstandskämpferin gegen den Nationalsozialismus und Funktionärin in der Deutschen Demokratischen Republik (DDR). Sie war Referentin des Außenministers der DDR, Georg Dertinger, den sie als inoffizielle Mitarbeiterin des Ministeriums für Staatssicherheit (MfS) der DDR nachrichtendienstlich überwachte.

## Leben und Tätigkeit
Welker, Tochter eines Bildhauers und Funktionärs der Sozialdemokratischen Partei Deutschlands (SPD), arbeitete nach dem Abschluss der Volksschule von 1919 bis 1930 als Dienstmädchen und machte eine kaufmännische Ausbildung im Großbuchhandel. Ab 1927 war sie als Krankenschwester und Orthopädin tätig. 1923 trat sie in den Kommunistischen Jugendverband Deutschlands (KJVD) und 1927 in die Kommunistische Partei Deutschlands (KPD) ein, wo sie Mitarbeiterin des bis 1937 bestehenden Nachrichtendienstes der KPD, des Antimilitärischen Apparates, wurde. Bis 1931 wurde sie bei verschiedenen Gelegenheiten in der Industriespionage eingesetzt.
Von 1931 bis 1935 war Welker Leiterin des Orthopädischen Turninstituts der Krankenkassen Berlin in der Frankfurter Allee. Nach der Machtübernahme der Nationalsozialisten und dem Verbot kommunistischer Betätigung durch die sogenannte Reichstagsbrandverordnung unterstützte sie an der Seite Wilhelm Bahniks die Partei auch in der Illegalität. Sie war als Kurier im Grenzapparat eingesetzt und arbeitete unter den Decknamen Leni und Lore mit dem sowjetischen Geheimdienst Glawnoje Raswedywatelnoje Uprawlenije (GRU) zusammen. Im Juni 1935 drohte Welker die Verhaftung und sie emigrierte über die Tschechoslowakei in die Sowjetunion. 1936 wurde sie in Deutschland in Abwesenheit zum Tode verurteilt. Anfang 1941 wurde Welkner in der „Sonderfahndungsliste UdSSR“ der Geheimen Staatspolizei (Gestapo) erfasst.
1935/36 war Welker als Expertin für nachrichtendienstliche Operationen im Generalstab der Roten Armee beschäftigt. Von April 1936 bis Mai 1937 war sie Mitarbeiterin in einer orthopädischen Klinik in Moskau. Im Juli 1936 nahm sie die sowjetische Staatsbürgerschaft an. Von 1937 bis 1941 war sie als Sprachlehrerin im Generalstab der Roten Armee tätig und wurde dann Lehrerin an einer Militärschule in Moskau, später in Stawropol. 1942/43 war sie Kursantin der Komintern-Schule in Kuschnarenkowo, absolvierte danach eine Spezialausbildung als Fallschirmagentin und wurde Offizier der Roten Armee. 1944 war Welker Lehrerin in einer Frontschule für Kriegsgefangene im Bereich der Zweiten Baltischen Front und war an der Vorbereitung von Spezialabteilungen für den Einsatz im deutschen Hinterland beteiligt.
Von den nationalsozialistischen Polizeiorganen wurde Welker nach ihrer Emigration als Staatsfeindin eingestuft. Im Frühjahr 1940 setzte das Reichssicherheitshauptamt in Berlin – das sie irrtümlich in Großbritannien vermutete – sie auf die „Sonderfahndungsliste G.B.“, ein Verzeichnis von Personen, die der NS-Überwachungsapparat als besonders gefährlich oder bedeutend ansah, weshalb sie im Falle einer erfolgreichen Invasion und Besetzung der britischen Inseln durch die Wehrmacht von den Besatzungstruppen nachfolgenden Sonderkommandos der SS mit besonderer Priorität ausfindig gemacht und verhaftet werden sollten.
Nach dem Ende des Zweiten Weltkrieges 1945 kehrte Welker, die sich jetzt Helene Berner nannte und diesen Namen fortan offiziell benutzte, als Angehörige der Roten Armee nach Deutschland zurück. Von Mai bis September 1945 hielt sie Lehrgänge im Kriegsgefangenenlager in Rüdersdorf und war dann bis April 1948 Dozentin an der Schule der Sowjetischen Militäradministration in Deutschland (SMAD) in Königs Wusterhausen und war dort für die Ausbildung von Kadern der Blockparteien zuständig. 1949 wurde sie demobilisiert und beendete ihre Tätigkeit für den sowjetischen Geheimdienst und die Rote Armee.
Nach der Gründung der DDR wurde Berner zunächst Funktionärin der Gesellschaft für Deutsch-Sowjetische Freundschaft (DSF) und war dann bis 1959 als Leiterin der Abteilung Schulung Mitarbeiterin im Ministerium für Auswärtige Angelegenheiten der DDR. Außerdem war sie 1952/53 die persönliche Referentin des damaligen Außenministers der DDR, Georg Dertinger, den sie als Geheime Mitarbeiterin der Staatssicherheit der DDR nachrichtendienstlich überwachte.
Von 1959 bis zu ihrer Pensionierung 1968 war Berner Leiterin des Zentralen Hauses der DSF im Palais am Festungsgraben in Ost-Berlin. Nach der deutschen Wiedervereinigung 1990 blieb Berner Mitglied der SED-Nachfolgepartei Partei des Demokratischen Sozialismus (PDS).

## Ehrungen
- 1955 Vaterländischer Verdienstorden in Bronze
- 1957 Ehrennadel der Gesellschaft für Deutsch-Sowjetische Freundschaft
- 1965 Vaterländischer Verdienstorden in Silber
- 1970 Orden des Vaterländischen Krieges 1. Grades (sowjetisch)[4]
- 1974 Vaterländischer Verdienstorden in Gold
- 1979 Ehrenspange zum Vaterländischen Verdienstorden in Gold
- 1984 und 1989 Orden Stern der Völkerfreundschaft

## Werke
- Helene Berner: Mit der Sowjetarmee nach Berlin. Im Zeichen des roten Sterns. Berlin 1974.